# Bánov (Nové Zámky)
Bánov es un municipio del distrito de Nové Zámky en la región de Nitra, Eslovaquia, con una población estimada a final del año 2024 de 3548 habitantes.
Se encuentra ubicado al sur de la región, cerca de los ríos Nitra y Hron (cuenca hidrográfica del Danubio) y de la frontera con Hungría.

## Demografía
| Año        | 1994 | 2004    | 2014    | 2024    |
| ---------- | ---- | ------- | ------- | ------- |
| Población  | 3760 | 3742    | 3709    | 3548    |
| Diferencia |      | −0,47 % | −0,88 % | −4,34 % |

| Año        | 2023 | 2024    |
| ---------- | ---- | ------- |
| Población  | 3582 | 3548    |
| Diferencia |      | −0,94 % |